# Randy West

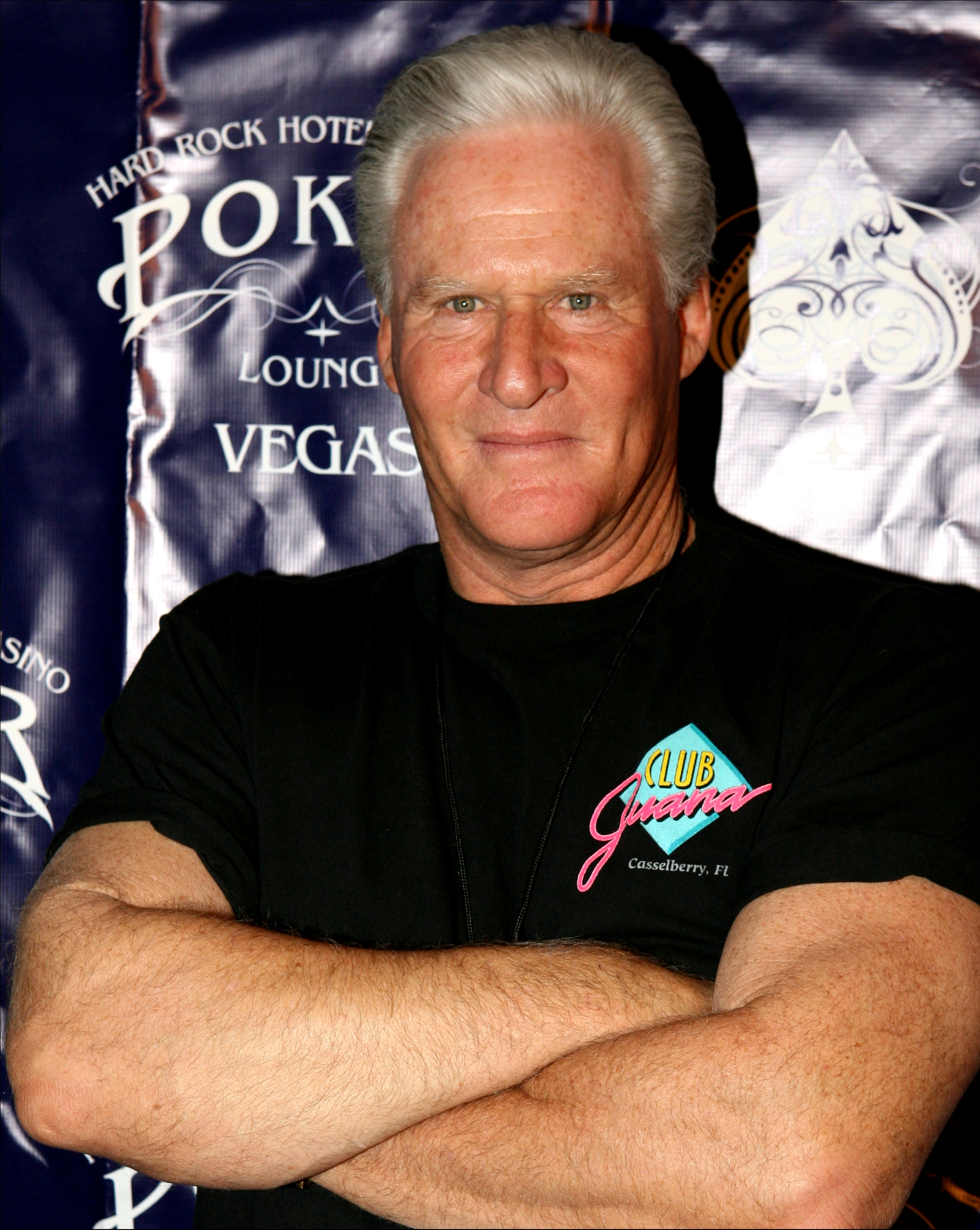
Randy West (2009)

Randy West (eigentlich Andrew Jay Abrams; * 12. Oktober 1947 in New York, New York, USA; † 20. September 2024 in Las Vegas, Nevada) war ein US-amerikanischer Pornodarsteller und -produzent, der in den 1980er-Jahren bekannt wurde.

## Leben
West wuchs in New York auf und lebte zehn Jahre in Florida, wo er unter anderem auch Baseball an der University of Miami spielte. Er war vor seiner Pornokarriere als Folk-, Country- und Rock-Sänger tätig. Er spielte 1978 in seinem ersten Film und seitdem in etwa 1.300 Pornofilmen mit und führte bei über 200 Filmen Regie. Nach seiner ersten Rolle im Film Mystique ging er nach Kalifornien. In der August-Ausgabe des Playgirl-Magazins von 1980 war er als Centerfold zu sehen. Später trat er mit der männlichen Strip-Gruppe Chippendales auf. West war das Body Double für Robert Redford im Hollywoodfilm Ein unmoralisches Angebot. Er wurde 1993 von der Free Speech Coalition mit dem Lifetime Achievement Award ausgezeichnet.
1993 veröffentlichte West als Produzent die erste Ausgabe der Up & Cummers-Serie auf Video, die auf Anhieb ein großer Erfolg wurde. Er drehte dabei die ersten Sex-Szenen der später über die Pornoszene hinaus bekannt gewordenen Jenna Jameson. Später produzierte er, der Geschäftsführer der Produktionsfirma Randy West Productions, Inc. war, neben dieser Serie noch drei weitere Reihen. Im Jahr 2012 war West einer der Gesprächspartner für die Dokumentation After Porn Ends.
West wurde in die Adult Video News Hall of Fame, FOXE (Fans of X-Rated Entertainment) Hall of Fame und XRCO (X-Rated Critics Association) Hall of Fame aufgenommen.

## Auszeichnungen
- 1993 Free Speech Coalition: Lifetime Achievement Award
- 1994 AVN Award: Best Anal Sex Scene – Video
- 1994 FOXE Award: Male Fan Favorite
- 1995 FOXE Award: Male Fan Favorite
- 1996 FOXE Award: Male Fan Favorite
- 1997 FOXE Award: Male Fan Favorite